# Rali da Jordânia
Rali da Jordânia é a nova prova para a temporada 2008 do Campeonato Mundial de Rali (WRC) da FIA. Foi a primeira vez que uma prova do WRC passou pelo Médio Oriente.
O rali fazia parte do campeonato de rali do Oriente Médio. O rali 2008 ocorreu entre 24 a 27 de abril com a base de operação localizado nos arredores da cidade de Amã.

## Etapas
O rali da Jordânia de 2008 teve 21 etapas cronometradas que foram centrados em torno da área do Mar Morto. As etapas tiveram um total de 75 quilômetros, fazendo lhe um dos círculos mais compactos da temporada. Todos as etapas excepto uma decorreram abaixo do nível do mar.

## Resultados
| Edição | Ano  | Campeonato | Piloto                 | Co-piloto            | Carro                        |
| ------ | ---- | ---------- | ---------------------- | -------------------- | ---------------------------- |
| 1º     | 1981 |            | Michel Saleh           | Tony Samia           | Toyota Celica GT             |
| 2º     | 1982 |            | Michel Saleh           | Tony Samia           | Toyota Celica GT             |
| 3º     | 1983 | MERC       | Saeed Al-Hajiri        | John Spiller         | Opel Manta 400               |
| 4º     | 1984 | MERC       | Mohammed Bin Sulayem   | Hasan Bin Shadour    | Toyota Celica Twin Cam Turbo |
| 5º     | 1985 | MERC       | Saeed Al-Hajiri        | John Spiller         | Porsche 911 SC RS            |
| 6º     | 1986 | MERC       | Saeed Al-Hajiri        | John Spiller         | Porsche 911 SC RS            |
| 7º     | 1987 | MERC       | Mohammed Bin Sulayem   | John Spiller         | Toyota Celica Twin Cam Turbo |
| 8º     | 1988 | MERC       | Mohammed Bin Sulayem   | Ronan Morgan         | Toyota Celica Twin Cam Turbo |
| 9º     | 1990 | MERC       | Mohammed Bin Sulayem   | Ronan Morgan         | Toyota Celica GT-Four ST165  |
| 10º    | 1992 | MERC       | Abbas Al-Mosawi        | Benny Smythe         | Toyota Celica GT-Four ST165  |
| 11º    | 1993 | MERC       | Sheikh Hammad Al-Thani | Abdullah Al Mari     | Mitsubishi Galant VR-4       |
| 12º    | 1994 | MERC       | Mohammed Bin Sulayem   | Phil Mills           | Ford Escort RS Cosworth      |
| 13º    | 1995 | MERC       | Abdullah Bakhashab     | Bobby Willis         | Ford Escort RS Cosworth      |
| 14º    | 1996 | MERC       | Mohammed Bin Sulayem   | Ronan Morgan         | Ford Escort RS Cosworth      |
| 15º    | 1997 | MERC       | Mohammed Bin Sulayem   | Ronan Morgan         | Ford Escort RS Cosworth      |
| 16º    | 1998 | MERC       | Mohammed Bin Sulayem   | Ronan Morgan         | Ford Escort WRC              |
| 17º    | 1999 | MERC       | Mohammed Bin Sulayem   | Ronan Morgan         | Ford Escort WRC              |
| 18º    | 2000 | MERC       | Mohammed Bin Sulayem   | Ronan Morgan         | Ford Focus RS WRC            |
| 19º    | 2001 | MERC       | Mohammed Bin Sulayem   | Khalid Zakaria       | Ford Focus RS WRC            |
| 20º    | 2002 | MERC       | Mohammed Bin Sulayem   | John Spiller         | Ford Focus RS WRC            |
| 21º    | 2003 | MERC       | Nasser Al-Attiyah      | Steve Lancaster      | Subaru Impreza WRC           |
| 22º    | 2004 | MERC       | Amjad Farrah           | Khalid Zakaria       | Mitsubishi Lancer Evo VII    |
| 23º    | 2005 | MERC       | Nasser Al-Attiyah      | Chris Patterson      | Subaru Impreza WRX STi       |
| 24º    | 2006 | MERC       | Nasser Al-Attiyah      | Chris Patterson      | Subaru Impreza WRC           |
| 25º    | 2007 | MERC       | Khalid Al-Qassimi      | Michael Orr          | Subaru Impreza WRC           |
| 26º    | 2008 | WRC        | Mikko Hirvonen         | Jarmo Lehtinen       | Ford Focus RS WRC 07         |
| 27º    | 2009 | MERC       | Nasser Al-Attiyah      | Giovanni Bernacchini | Subaru Impreza WRX N15       |
| 28º    | 2010 | WRC        | Sébastien Loeb         | Daniel Elena         | Citroën C4 WRC               |
| 29º    | 2011 | WRC        | Sébastien Ogier        | Julien Ingrassia     | Citroën DS3 WRC              |
| 30º    | 2012 | MERC       | Nasser Al-Attiyah      | Giovanni Bernacchini | Ford Fiesta RRC              |
| 31º    | 2013 | MERC       | Nasser Al-Attiyah      | Giovanni Bernacchini | Ford Fiesta RRC              |
| 32º    | 2014 | MERC       | Nasser Al-Attiyah      | Giovanni Bernacchini | Ford Fiesta RRC              |
| 33º    | 2015 | MERC       | Nasser Al-Attiyah      | Matthieu Baumel      | Ford Fiesta RRC              |
| 34º    | 2016 | MERC       | Nasser Al-Attiyah      | Matthieu Baumel      | Škoda Fabia R5               |
| 35º    | 2017 | MERC       | Nasser Al-Attiyah      | Matthieu Baumel      | Ford Fiesta R5               |
| 36º    | 2018 | MERC       | Nasser Al-Attiyah      | Matthieu Baumel      | Ford Fiesta R5               |